# Matheus Vivian
Matheus Vivian, född 5 april 1982 i Cacapava do Sul, Brasilien, är en brasiliansk fotbollsspelare som för närvarande spelar som back för PAOK FC i Grekiska Superligan.